# Boucles de la Mayenne 2024
La Boucles de la Mayenne 2024, quarantanovesima edizione della corsa e valevole come ventiquattresima prova dell'UCI ProSeries 2024 categoria 2.Pro, si svolse in tre tappe, precedute da un prologo, dal 23 al 26 maggio 2024, su un percorso di 550,7 km, con partenza e arrivo a Laval, nel dipartimento della Mayenne, in Francia. La vittoria fu appannaggio dell'italiano Alberto Bettiol, il quale completò il percorso in 12h39'03", alla media di 43,554 km/h, precedendo i francesi Benoît Cosnefroy e Axel Zingle.
Sul traguardo di Laval 111 ciclisti, dei 125 partiti dalla medesima località, portarono a termine la competizione.

## Tappe
| Tappa   | Data      | Percorso                          | km    | Vincitore di tappa  | Leader cl. generale |
| ------- | --------- | --------------------------------- | ----- | ------------------- | ------------------- |
| Prologo | 23 maggio | Laval > Laval (cron. individuale) | 5,4   | Benoît Cosnefroy    | Benoît Cosnefroy    |
| 1ª      | 24 maggio | Renault Saint-Berthevin > Ernée   | 167,5 | Emilien Jeannière   | Benoît Cosnefroy    |
| 2ª      | 25 maggio | Le Ham > Villaines-la-Juhel       | 208,6 | Alberto Bettiol     | Alberto Bettiol     |
| 3ª      | 26 maggio | Quelaines-Saint-Gault > Laval     | 169,2 | Valentin Retailleau | Alberto Bettiol     |
| Totale  | Totale    | Totale                            | 550,7 |                     |                     |

## Squadre e corridori partecipanti
| N.      | Cod. | Squadra                         |
| ------- | ---- | ------------------------------- |
| 1-6     | MOV  | Movistar Team                   |
| 11-16   | GFC  | Groupama-FDJ                    |
| 21-26   | COF  | Cofidis                         |
| 31-36   | UAD  | UAE Team Emirates               |
| 41-46   | DAT  | Decathlon AG2R La Mondiale Team |
| 51-56   | ARK  | Arkéa-B&B Hotels                |
| 61-65   | JAY  | Team Jayco AlUla                |
| 71-76   | EFE  | EF Education-EasyPost           |
| 81-86   | LTD  | Lotto Dstny                     |
| 91-96   | TUD  | Tudor Pro Cycling Team          |
| 101-106 | TEN  | TotalEnergies                   |

| N.      | Cod. | Squadra                    |
| ------- | ---- | -------------------------- |
| 111-116 | Q36  | Q36.5 Pro Cycling Team     |
| 121-126 | BBH  | Burgos-BH                  |
| 131-136 | PTK  | Team Polti Kometa          |
| 141-146 | CJR  | Caja Rural-Seguros RGA     |
| 151-156 | BWB  | Bingoal WB                 |
| 161-166 | EUS  | Euskaltel-Euskadi          |
| 171-176 | AUB  | St Michel-Mavic-Auber93    |
| 181-186 | VRR  | Van Rysel-Roubaix          |
| 191-196 | NMC  | Nice Métropole Côte d'Azur |
| 201-206 | UCN  | CIC U Nantes Atlantique    |

## Dettagli delle tappe

### Prologo
- 23 maggio: Laval > Laval - Cronometro individuale – 5,4 km

Risultati
| Pos. | Corridore        | Squadra   | Tempo |
| ---- | ---------------- | --------- | ----- |
| 1    | Benoît Cosnefroy | Decathlon | 6'49" |
| 2    | Ivo Oliveira     | UAE       | a 1"  |
| 3    | Samuel Watson    | Groupama  | a 3"  |

| Pos. | Corridore        | Squadra   | Tempo |
| ---- | ---------------- | --------- | ----- |
| 1    | Benoît Cosnefroy | Decathlon | 6'49" |
| 2    | Ivo Oliveira     | UAE       | a 1"  |
| 3    | Samuel Watson    | Groupama  | a 3"  |

### 1ª tappa
- 24 maggio: Renault Saint-Berthevin > Ernée – 167,5 km

Risultati
| Pos. | Corridore         | Squadra       | Tempo    |
| ---- | ----------------- | ------------- | -------- |
| 1    | Emilien Jeannière | TotalEnergies | 3h48'29" |
| 2    | Paul Penhoët      | Groupama      | s.t.     |
| 3    | Axel Zingle       | Cofidis       | s.t.     |

| Pos. | Corridore        | Squadra   | Tempo    |
| ---- | ---------------- | --------- | -------- |
| 1    | Benoît Cosnefroy | Decathlon | 3h55'18" |
| 2    | Ivo Oliveira     | UAE       | a 1"     |
| 3    | Axel Zingle      | Cofidis   | s.t.     |

### 2ª tappa
- 25 maggio: Le Ham > Villaines-la-Juhel – 208,6 km

Risultati
| Pos. | Corridore          | Squadra   | Tempo    |
| ---- | ------------------ | --------- | -------- |
| 1    | Alberto Bettiol    | EF        | 5h03'57" |
| 2    | Marc Hirschi       | UAE       | a 17"    |
| 3    | Alexandre Delettre | St Michel | s.t.     |

| Pos. | Corridore        | Squadra   | Tempo    |
| ---- | ---------------- | --------- | -------- |
| 1    | Alberto Bettiol  | EF        | 8h59'07" |
| 2    | Benoît Cosnefroy | Decathlon | a 23"    |
| 3    | Axel Zingle      | Cofidis   | a 28"    |

### 3ª tappa
- 26 maggio: Quelaines-Saint-Gault > Laval – 169,2 km

Risultati
| Pos. | Corridore           | Squadra    | Tempo    |
| ---- | ------------------- | ---------- | -------- |
| 1    | Valentin Retailleau | Decathlon  | 3h39'55" |
| 2    | Gorka Sorarrain     | Caja Rural | a 1"     |
| 3    | Matteo Moschetti    | Tudor      | s.t.     |

| Pos. | Corridore        | Squadra   | Tempo     |
| ---- | ---------------- | --------- | --------- |
| 1    | Alberto Bettiol  | EF        | 12h39'03" |
| 2    | Benoît Cosnefroy | Decathlon | a 23"     |
| 3    | Axel Zingle      | Cofidis   | a 28"     |

## Evoluzione delle classifiche
| Tappa              | Vincitore           | Classifica generale Maglia gialla | Classifica a punti Maglia verde | Classifica scalatori Maglia a pois | Classifica giovani Maglia bianca | Classifica a squadre            |
| ------------------ | ------------------- | --------------------------------- | ------------------------------- | ---------------------------------- | -------------------------------- | ------------------------------- |
| Prologo            | Benoît Cosnefroy    | Benoît Cosnefroy                  | Benoît Cosnefroy                | non assegnata                      | Samuel Watson                    | Decathlon AG2R La Mondiale Team |
| 1ª                 | Emilien Jeannière   | Benoît Cosnefroy                  | Axel Zingle                     | David Martín                       | Samuel Watson                    | Decathlon AG2R La Mondiale Team |
| 2ª                 | Alberto Bettiol     | Alberto Bettiol                   | Alberto Bettiol                 | Álex Martín                        | Samuel Watson                    | Decathlon AG2R La Mondiale Team |
| 3ª                 | Valentin Retailleau | Alberto Bettiol                   | Emilien Jeannière               | Álex Martín                        | Samuel Watson                    | Decathlon AG2R La Mondiale Team |
| Classifiche finali | Classifiche finali  | Alberto Bettiol                   | Emilien Jeannière               | Álex Martín                        | Samuel Watson                    | Decathlon AG2R La Mondiale Team |

Maglie indossate da altri ciclisti in caso di due o più maglie vinte
- Nella 1ª tappa Ivo Oliveira ha indossato la maglia verde al posto di Benoît Cosnefroy.
- Nella 3ª tappa Benoît Cosnefroy ha indossato la maglia verde al posto di Alberto Bettiol.

## Classifiche finali

### Classifica generale - Maglia gialla
| Pos. | Corridore         | Squadra       | Tempo     |
| ---- | ----------------- | ------------- | --------- |
| 1    | Alberto Bettiol   | EF            | 12h39'03" |
| 2    | Benoît Cosnefroy  | Decathlon     | a 23"     |
| 3    | Axel Zingle       | Cofidis       | a 28"     |
| 4    | Samuel Watson     | Groupama      | a 30"     |
| 5    | Emilien Jeannière | TotalEnergies | s.t.      |
| 6    | Marc Hirschi      | UAE           | a 33"     |
| 7    | Dorian Godon      | Decathlon     | s.t.      |
| 8    | Kelland O'Brien   | Jayco         | a 36"     |
| 9    | Paul Penhoët      | Groupama      | a 37"     |
| 10   | M. van den Berg   | EF            | a 38"     |

### Classifica a punti - Maglia verde
| Pos. | Corridore         | Squadra       | Punti |
| ---- | ----------------- | ------------- | ----- |
| 1    | Emilien Jeannière | TotalEnergies | 47    |
| 2    | Alberto Bettiol   | EF            | 45    |
| 3    | Axel Zingle       | Cofidis       | 44    |
| 4    | Benoît Cosnefroy  | Decathlon     | 41    |
| 5    | Paul Penhoët      | Groupama      | 32    |

### Classifica scalatori - Maglia a pois
| Pos. | Corridore           | Squadra    | Punti |
| ---- | ------------------- | ---------- | ----- |
| 1    | Álex Martín         | Polti      | 42    |
| 2    | Artus Jaladeau      | U Nantes   | 20    |
| 3    | Jonathan Couanon    | Nice Métr. | 16    |
| 4    | Valentin Retailleau | Decathlon  | 13    |
| 5    | Antoine Hue         | U Nantes   | 12    |

### Classifica giovani - Maglia bianca
| Pos. | Corridore       | Squadra   | Tempo     |
| ---- | --------------- | --------- | --------- |
| 1    | Samuel Watson   | Groupama  | 12h39'33" |
| 2    | Paul Penhoët    | Groupama  | a 7"      |
| 3    | Carlos Canal    | Movistar  | a 8"      |
| 4    | Anders Foldager | Jayco     | a 10"     |
| 5    | Iker Mintegi    | Euskaltel | a 34"     |

### Classifica a squadre
| Pos. | Squadra                    | Tempo     |
| ---- | -------------------------- | --------- |
| 1    | Decathlon AG2R La Mondiale | 37h58'40" |
| 2    | Team Jayco AlUla           | a 31"     |
| 3    | Arkéa-B&B Hotels           | a 33"     |
| 4    | Cofidis                    | a 58"     |
| 5    | Tudor Pro Cycling Team     | a 1'00"   |